# Uncaria donisii
Espèce
Uncaria donisii E.M.A. Petit est une espèce de plantes à fleurs du genre Uncaria et de la famille des Rubiaceae,,. Elle a été décrite par Ernest Petit.

## Étymologie
Son épithète spécifique donisii rend hommage à Camille Albert Donis (1917-1988), collecteur de plantes au Congo.

## Description
C’est une plante native de la République démocratique du Congo. Elle appartient au groupe des dicotylédones. On la retrouve aussi au Burundi, au Cameroun, au Gabon, en Guinée équatoriale et au Rwanda.

## Utilisation
Uncaria donisii est utilisée dans la médecine traditionnelle d'Afrique centrale. Ainsi, les Monzombo consomment les feuilles crues avec du sel local pour lutter soigner la toux.